# Skyddsängeln
Skyddsängeln è un film del 1990 diretto da Suzanne Osten.
Fu presentato alla Quinzaine des Réalisateurs del 43º Festival di Cannes.

## Riconoscimenti
- 1991 - Guldbagge
  - Migliore attrice a Malin Ek